# Tarasz Sevcsenko síremléke
Tarasz Sevcsenko síremléke egyike Ukrajna Sevcsenko-emlékhelyeinek. 

## Elhelyezkedése
A Cserkaszi területen található, Kanyiv város mellett, a Dnyeper melletti Tarasz-dombon. A költő sírjához közel egy múzeum áll. A síremlékhez 360 lépcső vezet, amelynek alján egy kút található. A kút neve Tarasz Sevcsenko örök művészetének forrása.

## Története
Miután Tarasz Sevcsenko 1861. március 10-én elhunyt, Szentpéterváron temették el rendőri felügyelet mellett. Barátai átszállították földi maradványait Ukrajnába, amint azt a költő Végrendelet című versében kérte. Az összesen két hétig tartó út végén a koporsót szállító gőzhajó május 8-án ért Kanyivba, és ott került sor az újratemetésre.
1914-ben, a költő születésének századik évfordulóján az orosz hatóságok fegyveres csendőrökkel őriztették a sírt, hogy megelőzzék a zarándoklatokat.
A sírt először egy fakereszt jelezte, ezt 1884–ben egy vaskereszt váltotta fel. 1923-ban egy amatőr szobrász kezdetleges Sevcsenko-szobrot készített, amelyet cukorgyári munkások vasba öntöttek. A vaskereszt és a szobor a közeli Sevcsenko-múzeumban tekinthetők meg. A gránit piedesztálon álló bronzszobor és a mögötte álló múzeum 1939-ben épült. A síremlék építésze Jevgenyij Adolfovics Levinszon, a szobrász Matvej Genrihovics Manyizer volt.
1978-ban, Ukrajna függetlensége kikiáltásának 60. évfordulóján a Tarasz-dombon gyújtotta fel magát Oleksza Mikolajovics Hirnik, tiltakozásul az ukrán nyelv, kultúra és történelem elnyomása ellen.
A sír és környezete 1989 óta Ukrajna javasolt világörökségi helyszínei között szerepel.

## Fordítás
- Ez a szócikk részben vagy egészben  a   Taras-Schewtschenko-Grabmal című német Wikipédia-szócikk ezen változatának fordításán alapul.  Az eredeti cikk szerkesztőit annak laptörténete sorolja fel. Ez a jelzés csupán a megfogalmazás eredetét és a szerzői jogokat jelzi, nem szolgál a cikkben szereplő információk forrásmegjelöléseként.
- Ez a szócikk részben vagy egészben  a   Taras Hill című angol Wikipédia-szócikk ezen változatának fordításán alapul.  Az eredeti cikk szerkesztőit annak laptörténete sorolja fel. Ez a jelzés csupán a megfogalmazás eredetét és a szerzői jogokat jelzi, nem szolgál a cikkben szereplő információk forrásmegjelöléseként.